# 詰襟

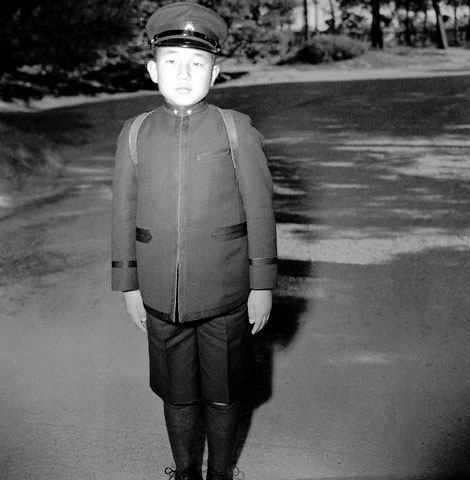
詰襟制服を着る継宮明仁親王（1945年）

詰襟（つめえり）とは洋服の形態のうち、首元までボタン、ホックあるいはその他の方法で閉めて着用するタイプの襟をいう。反対語は「開襟」。
襟の仕立て方によって立襟と折襟に大別される。
本来は上衣のみならずシャツなどについても用いられる用語であるが、現代日本における慣用的用法としての「詰襟」は、もっぱら「立襟の上衣」の代名詞として用いられる。

## 歴史
上半身全体を覆う形式の被服は身体防護および保温の観点から極めて合理的である。詰襟は前面にボタンを配することで着脱を容易にした非常に自然な設計であり、最も原始的な衣料の一形式であると考えられる。
詰襟の上衣は、近世以来の欧州で、軍人や官僚などの制服として広く用いられた。
日本でも明治初期に、欧州から詰襟の洋服が導入され、軍人、官吏、警察官、鉄道員、教員、学生、生徒などの制服として広く採用された。しかし日本の敗戦をおもな契機として、社会人においては海上自衛隊の制服など一部を除き開襟の背広型へと変更された。民間制服としての詰襟上着で最も遅くまで残っていたのは、関西地区の鉄道員であろうが、これも1980年代はじめごろまでには背広型に変更された。
なお、詰襟の一種である立折襟は現在もジャケットやシャツ類の大半に採用されているが、これらは一般に「折襟」として認識されており、詰襟と呼ばれることはほとんどない。

## 学生服としての詰襟
今日まで日本で詰襟が残っているのは、男子学生服としての利用である。始まりは明治期の海軍士官型の制服をモデルとしたものである。1879年、学習院の当時の院次長だった渡辺洪基が導入。渡辺は1886年に帝国大学（現・東京大学）の初代総長に就任。そこでは金ボタンを用いた下士卒型を採用した。
韓国でも、1980年代初頭までは、日本と同様の詰襟学生服が着用されていた。
女子中学・高校生の制服としては、香港の伝統ある名門校を中心に、旗袍（チイパオ）をかたどった詰襟の制服がある。
旧南ベトナムを中心に女子中学・高校で着用されたアオザイ型制服も、詰襟制服の一例であろう。
また、1980年代には、ラウンドカラー（ソフトカラー）タイプと呼ばれる、襟にパイピングが縫い込まれているものが登場し、現在はそちらが主流である。